# 男の本性あぶり出しバラエティ 妄想ふくらむフグ女たち
『男の本性あぶり出しバラエティ 妄想ふくらむフグ女たち』（おとこのほんしょうあぶりだしバラエティ もうそうふくらむフグおんなたち）は、読売テレビで2017年から不定期で放送されている特別番組。

## 司会
- 久本雅美
- 渡辺直美 - 第1回
- 加藤綾子 - 第2回

## 放送リスト
| 放送回 | 放送日                   | 時間          | ゲスト | 備考                                   |
| ------ | ------------------------ | ------------- | --- | -------------------------------------- |
| 1      | 2017年3月26日（日曜日）  | 15:00 - 16:30 | 小川菜摘、YOU、井森美幸、横澤夏子、おのののか、滝沢カレン(女性) 片岡愛之助、黒田有、木下ほうか(男性)                                                      | 関西ローカルで放送。                   |
| 2      | 2017年12月15日（金曜日） | 0:09 - 1:04   | 佐藤仁美、辛酸なめ子、滝沢カレン、ブルゾンちえみ、YOU、若槻千夏(女性) 中島健人、武井壮(男性)                                                              | 全国ネット・「プラチナイト」枠で放送。 |
| 3      | 2018年9月27日（木曜日）  | 21:00 - 22:54 | 佐藤仁美、誠子（尼神インター）、滝沢カレン、ブルゾンちえみ、MEGUMI、YOU、若槻千夏、ゆきぽよ(女性) 長嶋一茂、みやぞん（ANZEN漫才）、千葉雄大、田中圭(男性) | 全国ネット・ゴールデンタイムで放送。   |

## スタッフ
第3回（2018年9月27日放送）
- 演出：小俣猛
- 構成：中野俊成、西村隆志、森本雅也／倉本美津留（第3回）
- ナレーター：夕城千佳
- TP：佐々木賢
- SW：蔦佳樹
- CAM：早川智晃（第3回）
- VE：明庭保昭（第2,3回）
- 音声：宮内貞
- 照明：宮田千尋
- 美術：山本真平
- 美術制作：永田勝明
- 美術進行：三上貴子
- タイトル、キャラクター：仲里カズヒロ
- CG：森三平（第3回）
- イラスト：リトルベア、グレートインターナショナル（リトル〜グレート→第3回）
- 編集：加納敏行（第1,3回）
- MA：飯塚雄一（第1,3回）
- 音効：岡田淳一
- 協力：NiTRO、フジアール、アサヒ精版（アサヒ→第3回）、日本テレビアート、イカロス（イカ→第1,3回）
- スタッフ協力：全力COMPANY、てっぱん
- 宣伝：西川章洋、加藤崇（2人共→第3回）
- デスク：宮代さつき（第3回）
- 制作進行：大畑沙織（第3回）
- AP：山田美穂
- ディレクター：長岡新、鈴木和昭、前川コーファン、松尾郁弥、右京美穂、糸賀綾香、梶山飛博、小倉卓（長岡・梶山→第1,3回、松尾・右京・糸賀・小倉→第3回）
- プロデューサー：平山勝雄（平山→第2回-）、市野雅一、城下直子（城下→第3回）、佐藤理恵、島田勇夫
- チーフプロデューサー：勝田恒次
- 制作協力：AX-ON
- 制作著作：ytv（讀賣テレビ放送）

### 過去のスタッフ
- CAM：東武志（第1,2回）
- VE：萩野谷直樹（第1回）
- 編集：伊藤聡彦（第2回）
- MA：岸本権人（第2回）
- 協力：麻布プラザ（第2回）
- 宣伝：竹村麻美（第2回）、熊谷有里子（第1,2回）
- デスク：山崎真央（第1,2回）
- ディレクター：沖浦雅俊、石橋風吾（沖浦・石橋→第2回）
- プロデューサー：田中雅博（第1回）